# San Pablo de Pillao (distrito)
O Distrito peruano de San Pablo de Pillao é um dos treze distritos que formam a Província de Huánuco, situada no Departamento de Huánuco, pertencente a Região Huánuco, na zona central do Peru.

## Transporte
O distrito de San Pablo de Pillao não é servido pelo sistema de estradas terrestres do Peru.